# لابينوت هاربوزي
لابينوت هاربوزي (بالسويدية: Labinot Harbuzi)‏ (4 أبريل 1986 بلوند في السويد - ) هو لاعب كرة قدم سويدي في مركز الوسط. شارك مع منتخب السويد تحت 17 سنة لكرة القدم ومنتخب السويد تحت 18 سنة لكرة القدم ومنتخب السويد تحت 19 سنة لكرة القدم ومنتخب السويد تحت 21 سنة لكرة القدم. أما مع النوادي، فقد لعب مع غنتشلربيرليغي وفاينورد ومانيساسبور ونادي إكسلسيور ونادي سيريانسكا ونادي مالمو ونادي فالكنبرغ ونادي بريسبا بيرلك ونادي ملقا يونايتد.

## روابط خارجية
- لابينوت هاربوزي على موقع الاتحاد الأوربي (الإنجليزية)
- لابينوت هاربوزي على موقع اتحاد السويد (السويدية)
- لابينوت هاربوزي على موقع اتحاد تركيا (لاعب) (الإنجليزية)
- لابينوت هاربوزي على موقع قاعدة بيانات كرة القدم.إي يو (الإنجليزية)
- لابينوت هاربوزي على موقع Soccerway.com (الإنجليزية)
- لابينوت هاربوزي على موقع عالم كرة القدم.نت (الإنجليزية)